# بيتيه ساليه

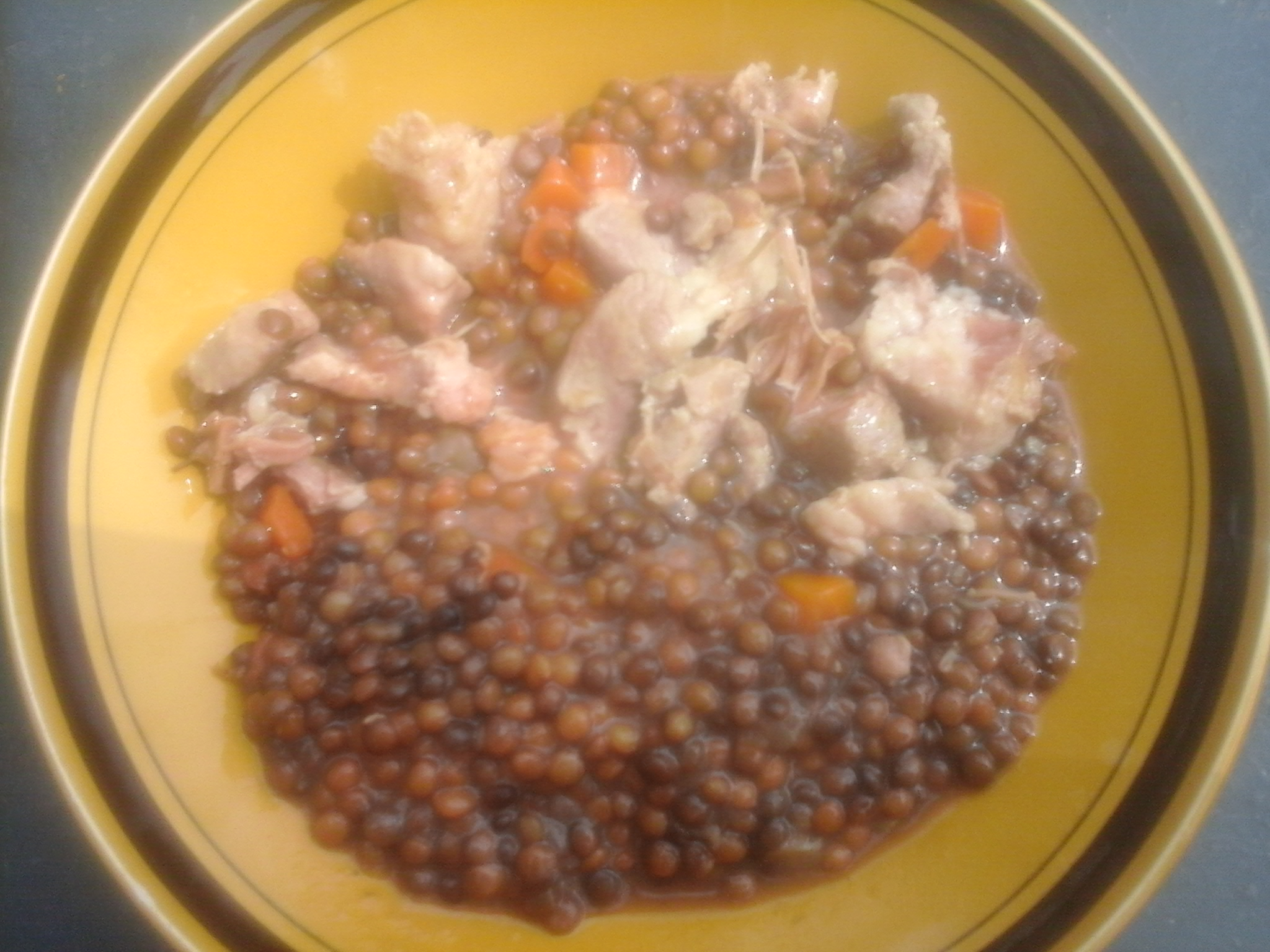
بيتيه ساليه بالفاصوليا

بيتيه ساليه هو لحم خنزير مخلل، يتم تخليله على الطريقة الفرنسية لتقطيع لحم الخنزير، وتوضع في ماء مملح لمدة يومين  وعادة يتم استخدامه كمختصر لوصفة طبق فرنسى للحم الخنزير بالخضراوات والفاصوليا.